# Новоборисівка (зупинний пункт)
Новоборисівка — вантажна станція на дільниці Золочів — Готня Бєлгородської дирекції Південно-Східної залізниці, яка обслуговує село Біленьке Борисовського району Бєлгородської області Російської Федерації. Свою назву станція отримала від села Борисовка, що в 10 км від роздільного пункту. Виникла в 1911 році, з цього ж року тут зупиняються поїзди далекого пасажирського сполучення, а з 1926 року від Новоборисівки відправляються приміські поїзди на Харків. З 20-х по 80-ті роки через станцію Новоборисівка проходив вантажний хід Донбас — Ленінград. З 2019 року — непасажирська станція з рідким вантажним рухом.